# Eudarcia tetraonella
Eudarcia tetraonella är en fjärilsart som beskrevs av Walsingham 1897. Eudarcia tetraonella ingår i släktet Eudarcia och familjen äkta malar. Inga underarter finns listade i Catalogue of Life.